# Arnold Károly
Arnold Károly (Budapest, 1932. november 17. – 2018. december 31.) arany okleveles épületgépész-mérnök, a Magyar Mérnöki Kamara, és az Igazságügyi Szakértői Kamara örökös tagja.

## Életpályája
Szülei: Arnold Károly és Szörényi Gabriella voltak. Az óbudai Árpád gimnáziumban érettségizett, majd az ÉVM Szerelőipari Vállalat Forgács utcai műhelyében kezdett dolgozni, mint betanított lemezlakatos. Felvételt nyert a Budapesti Műszaki Egyetem gépészmérnöki karára, ahol az épületgépész szakon, jeles diplomatervét, jeles eredménnyel védte meg 1956-ban. Egyetemi évei alatt, dékáni engedéllyel, munkát vállalt a Lakóépület tervező Vállalatnál, ahol Orolin András mellett, mint műszaki rajzoló, szerkesztő dolgozott. Az egyetemen Macskássy Árpád professzor tanítványa volt. Az egyetem elvégzése után a Szerelőipari Vállalathoz irányították, ahol a Budapesti Sertésközvágóhíd, a Kőbányai Sörgyár, és a csillebérci reaktorépület, szerelési munkáit vezette 1956–1968 között. Visszatérve a Lakóépület tervező Vállalathoz, mint tervező, majd 1963-tól, mint az épületgépész osztály vezetője, több szálloda, iskola, óvoda, követségi épület, lakóépület, terveinek felelős tervezője volt. Mellette mellékállásban az Import-trade Kft szakértőjeként, a Grohe, Herz, cégek magyarországi képviselőjeként dolgozott. Pályamódosításként elvállalta a Grundfos Trading magyarországi irodájának műszaki vezetését, és előkészítését a Grundfos Hungária cég megalapítására (1986–1987). Közben az akkor regnáló minisztériumok engedélyével, külkereskedelmi joggal rendelkező, magántulajdonú, korlátolt felelősségű társaságokat létesített, épületgépész termékek nagykereskedelmére, Insta-Ar (1988–1994), A-Therm (1990-), majd Herz Armatúra Hungária néven (2002-).
1991-ben Ürömi Tojásfeldolgozó Kft. néven száraztészta üzemet alapított. A termékeket sokáig "Ürömi Arnold Tészta" néven forgalmazták.
Gyémánt jelvényes Igazságügyi szakértő és mediátor, alapítója az Első Magyar Épületgépész Mediátori Irodának. Tagja a Magyar Mérnöki Kamarának, valamint az Igazságügyi Szakértői Kamarának, mindkét kamara örökös tagjává választotta. Részt vesz a Magyar Mérnöki Kamara akkreditálásával a gyakorló mérnökök kötelező (kredít-pontos) továbbképzésében, tagja a Magyar Gasztronómiai Egyesületnek, és az Euró-Toques szervezetnek. Nagykonyhai technológiák tervezési munkáihoz, szakács képzésben részesült, és azt hasznosítva ma több gasztronómiai létesítmény mentora, és több gasztronómiai cikk szerzője.

## Művei
- Épületgépészeti Méretezési Táblázatok, Műszaki Könyvkiadó, 1970, 1977, ISBN 963 10 16013
- Fűtőtestek Méretezési Táblázatai, Műszaki Könyvkiadó, 1980, ISBN 963-10-3268-x
- Szakcikkek, az Installateur és a Víz, gáz, fűtéstechnika[7] épületgépészeti szaklapokban.
- Szakcikkek a Príma Konyha Magazin szaklapban.

## Díjak
- Macskássy Árpád-díj (Budapest, 2011)[8]